# Свети Никола (Желево)
„Свети Никола“ или „Свети Николай“, наричана Горна църква (на гръцки: Αγίου Νικολάου), е православна църква в костурското село Желево (Андартико), Егейска Македония, Гърция. Храмът е част от Костурската епархия.

## Местоположение
Църквата е разположена в южната част на селото.

## История
Църквата е построена в началото на XX век.

## Описание
В архитектурно отношение е трикорабна базилика с дървен покрив и кулообразна камбанария.